# Jordi Bargalló
Jordi Bargalló i Poch (Sant Sadurní d'Anoia, 5 settembre 1979) è un hockeista su pista spagnolo.

## Palmarès

### Club

#### Titoli nazionali
- Campionato spagnolo: 1
  - Liceo La Coruña: 2012-2013
- Coppa del Re: 2
  - Noia: 2008
  - Liceo La Coruña: 2004

#### Titoli internazionali
- CERH European League: 3
  - Liceo La Coruña: 2002-2003, 2010-2011, 2011-2012
- Coppa CERS/WSE: 2
  - Noia: 1997-1998
  - Liceo La Coruña: 2009-2010
- Supercoppa d'Europa/Coppa Continentale: 3
  - Liceo La Coruña: 2003-2004, 2012-2013
  - Oliveirense: 2017-2018
- Coppa Intercontinentale: 2
  - Liceo La Coruña: 2004, 2012

### Nazionale
- Campionato mondiale: 4
  - San Jose 2005, Vigo 2009, San Juan 2011, Angola 2013
- Campionato europeo: 4
  - Monza 2006, Oviedo 2008, Wuppertal 2010, Paredes 2012